# France Ébauches
France Ébauches (nombre a menudo abreviado como FE) es un productor histórico de movimientos de relojería francés. La empresa, fundada en el Franco Condado en 1967 por iniciativa de cuatro compañías relojeras, cerró sus puertas en 1993. Sin embargo, los activos de la compañía fueron adquiridos en 2017 por la marca española Festina, pasando a llamarse la empresa refundada "Soprod France".  

## Origen
En la década de 1960, Francia producía alrededor del 7 % de los mecanismos de su industria relojera, y los productores tenían que enfrentarse no solo a la histórica dominación suiza, sino también a la creciente competencia del Japón, que en ese momento todavía era un país con salarios relativamente bajos. Este contexto llevó a la reestructuración del sector. En 1967, cuatro productores de movimientos franceses, todos con sede en el Franco Condado, se fusionaron para formar France Ébauches, con la esperanza de reducir sus costos y lograr una masa crítica que les permitiera competir con las firmas suizas, japonesas y estadounidenses. Estas cuatro empresas eran:
- Establecimientos Joseph Jeambrun et Cie (Maîche)
- Ebauches Cupillard (Villers-le-Lac)
- Technic Ebauche (Maîche)
- Fábrica de Ebauches Genevois (Annemasse)

El término francés ébauche, en relojería, designa un movimiento casi terminado, en el que queda instalar el sistema regulador y el resorte motor, y realizar los correspondientes ajustes. De esta forma se venden generalmente los movimientos a las marcas de relojes.

## Éxito y posterior desaparición
La empresa continuó con la producción de algunos de los movimientos fabricados por las cuatro empresas matrices, eliminando aquellos que se habían quedado obsoletos o competían entre ellos. En 1975 se abrió una nueva fábrica en Valdahon. En 1977, la empresa empleaba a 710 personas y fabricaba ocho millones de movimientos, lo que la situaba en el segundo lugar del mundo, siendo capaz de desarrollar sus propios movimientos automáticos.
Ante la creciente competencia asiática y especialmente debido a la crisis del cuarzo, la empresa pasó a ser cada vez menos rentable, y finalmente cerró sus puertas en 1993.

## Relanzamiento
France Ébauches fue comprada en 2017 por la marca española Festina, propietaria también de Soprod, un fabricante de movimientos suizo, pasando a denominarse desde entonces Soprod France. La empresa comenzó a producir componentes destinados a Suiza, y a partir de 2023, inició la fabricación de movimientos completos comercializados con su nombre.